# Cunday (ort)
Cunday är en ort i Colombia.   Den ligger i departementet Tolima, i den centrala delen av landet, 90 km sydväst om huvudstaden Bogotá. Cunday ligger 457 meter över havet och antalet invånare är 2 082.
Terrängen runt Cunday är huvudsakligen kuperad, men västerut är den bergig. Runt Cunday är det ganska glesbefolkat, med 28 invånare per kvadratkilometer. Närmaste större samhälle är Melgar, 17,0 km norr om Cunday. Omgivningarna runt Cunday är huvudsakligen savann.